# La mia opera
La mia opera este un dublu album al lui Al Bano publicat în Spania în 2009. Conține un CD cu 18 melodii clasice de pe albumele Carrisi canta Caruso, Buon Natale 2008 și noi versiuni prezentate în limba spaniolă a unor piese de pe albumul Concerto classico. Melodia Amor amargo y puro este varianta spaniolă a lui L'amore è sempre amore cu care Al Bano a participat la Festivalul Sanremo din același an. Al doilea disc din album este un DVD cu melodii pop în italiană prezentate sub formă de videoclipuri și înregistrări de la concerte.

## Track list CD
1. Juegos del tiempo  (romanță anonimă, Romina Power)
2. Mi gran concierto  (Pyotr Ilyich Tchaikovsky, Andrea Lo Vecchio, Albano Carrisi - Concert pentru pian nr. 1 în Si bemol minor, op. 23)
3. Himno de la alegria  (Ludwig van Beethoven, Andrea Lo Vecchio - Odă bucuriei din Simfonia nr. 9)
4. Ave Maria  (Franz Schubert, Albano Carrisi, Vito Pallavicini)
5. La donna è mobile  (Giuseppe Verdi, Francesco Maria Piave - Arie din opera Rigoletto)
6. Va pensiero  (Giuseppe Verdi, Temistocle Solera - Corul prizonierilor evrei din opera Nabucco)
7. Hallelujah  (Georg Friedrich Händel, Andris Solims)
8. O sole mio  (duet cu Enrico Caruso) (Eduardo Di Capua, Giovanni Capurro)
9. Buenas noches amor mio  (Jacques Offenbach, Albano Carrisi, Ermanno Croce - Barcarolă din opera Povestirile lui Hoffmann)
10. Panis Angelicus  (César Franck)
11. Angel de los vientos  (Franz Schubert, Albano Carrisi, Vito Pallavicini - Serenadă din opera Leise flehen meine Lieder/Ständchen D 957 nr. 4)
12. Duermes  (Giacomo Puccini, Albano Carrisi - Corul mut din opera Madama Butterfly)
13. Tierra mia  (Antonín Dvořák, Albano Carrisi, Ermanno Croce - Simfonia nr. 9 "Din lumea nouă")
14. Recondita armonia  (Giacomo Puccini, Giuseppe Giacosa, Luigi Illica - Arie din opera Tosca)
15. Salve regina  (tradițional, Albano Carrisi, Fabrizio Berlincioni)
16. Amor amargo y puro  (Maurizio Fabrizio, Guido Morra)
17. Intermezzo Cavalleria Rusticana  (Pietro Mascagni, Giovanni Targioni-Tozzetti, Guido Menasci - Arie din opera Cavaleria rusticană)

## Track list DVD
1. Libertà (Live)  (Springbock, L.B. Horn, Willy Molco, Romina Power, Vito Pallavicini)
2. Sempre sempre (Live)  (Claude Lemesly, Michel Carrè, Michel Gouty, Vito Pallavicini)
3. Makassar  (Al Camarro, L.B. Horn, Albano Carrisi, Romina Power)
4. Piazza grande  (Lucio Dalla, Ron, Gianfranco Baldazzi, Sergio Bardotti)
5. Ancora in volo  (Albano Carrisi, G. Marcucci, Massimo Bizzarri)
6. Caruso  (Lucio Dalla)
7. Impossibile  (Juliane Werding, Romina Power, Dietmar Kawohl, Albano Carrisi)
8. La canzone di Maria (Live)  (Maurizio Fabrizio, Bruno Lauzi)
9. La nostra serenata  (Franz Schubert, Albano Carrisi, Vito Pallavicini)
10. 'O surdato 'nnammurato  (Enrico Cannio, Aniello Califano)
11. Al mondo siamo noi (Live)  (Maurizio Fabrizio, Albano Carrisi, Andrea Lo Vecchio)
12. Canto al sole  (Diane Warren, Fabrizio Berlincioni)
13. Un sasso nel cuore  (Al Bano con Paco De Lucia) (Albano Carrisi)
14. Va pensiero  (Giuseppe Verdi, Temistocle Solera)